# 米歇尔·欧基菲谋杀案
米歇尔·欧基菲（英語：Michelle O'Keefe，1981年10月11日—2000年2月22日）是一名18岁的美国大学生，同时也是一名有志向的演员。2000年2月22日，她在一次参演完摇滚小子MV回家的途中在加利福尼亚州棕榈谷被射殺。这件案子引起了全国媒体广泛的关注，其中包括了全美通缉令和NBC日界线。
2005年，伊战老兵雷蒙德·李·詹宁斯中士因为这件谋杀案被捕。经过三审定谳，最终宣判终生监禁。在服刑了11年后，詹宁斯得到无罪判决并被释放。这是由于一名法学生克林顿·埃尔利希在电视上看到这件案件后与他的父亲杰佛里·埃尔利希开始了求证工作，并最后成功说服洛杉矶地区法院詹宁斯是无罪的。
洛杉矶时报编辑社指出詹宁斯的获释是对地区检察官杰克·雷茜组成的犯罪审查组的辩护。